# Las tres Gracias (Carpeaux)
Las Tres Gracias es una obra del escultor francés Jean-Baptiste Carpeaux, que data de 1874. Originalmente esta escultura formaba parte del grupo escultórico conocido como ''La Danse" en la fachada de la Ópera Garnier por comisión del arquitecto Charles Garnier. El conjunto original causó controversia debido al movimiento de las figuras, sus expresiones y la forma en la que el cuerpo humano está representado.

## Historia
La escultura está hecha en terracota, y es un original múltiple realizado por el artista después de que finalizará la Guerra franco-prusiana (1870-1871).
Durante el Segundo Imperio francés, su obra gozaba de gran popularidad entre el público francés, el escritor Henry James registra esto en sus cartas al New York Tribune:

Carpeaux se hizo famoso por el extraordinario grupo ‘La Danse’que contribuyó a la decoración de la nueva Opera. Cada visitante de París ha pasado su mirada por ella con una mezcla de admiración y perplejidad, y es un trabajo que, mientras siga ahí, tendrá aseguradas las miradas sobre ella. Si el edificio en su totalidades característico de su tiempo, el grupo de Carpeaux es su elemento más característico. Una exhibición de su trabajo, creo, ya se ha proyectado, y cuando esta tenga lugar hablaré de él de forma más amplia. Tenía un inmenso talento, y si aprovechar y capturar en la arcilla o en el mármol la vida y el movimiento es la parte más fina de la habilidad del artista, era un gran artista. Los anaqueles de las tiendas ahora están llenas de reproducciones de sus figuras y bustos. Son las cosas más modernas de toda la escultura. Esa mujer desnuda y ese caballero quienes, como distintos de los héroes y heroínas inconscientemente desnudos del arte griego, son los sujetos de la escultura moderna, han alcanzado en manos de Carpeaux su más curioso desarrollo. Es este cruel clima invernal de París, tras sus claras pantallas de vidrio, hacen al pasante temblar; sus pobres, delgados, individualizados cuerpos son realmente lastimosos. Y para hacer las cosas peores, siempre están sonriendo(…)

La sonrisa en mármol era la especialidad de Carpeaux. Aquellos que la han visto no pueden olvidar la magnífica risa achispada de las figuras en el grupo danzante en el frente de la Ópera; te parece escucharla, mientras pasas, por encima del clamor de la calle.
 Henry James

## Descripción

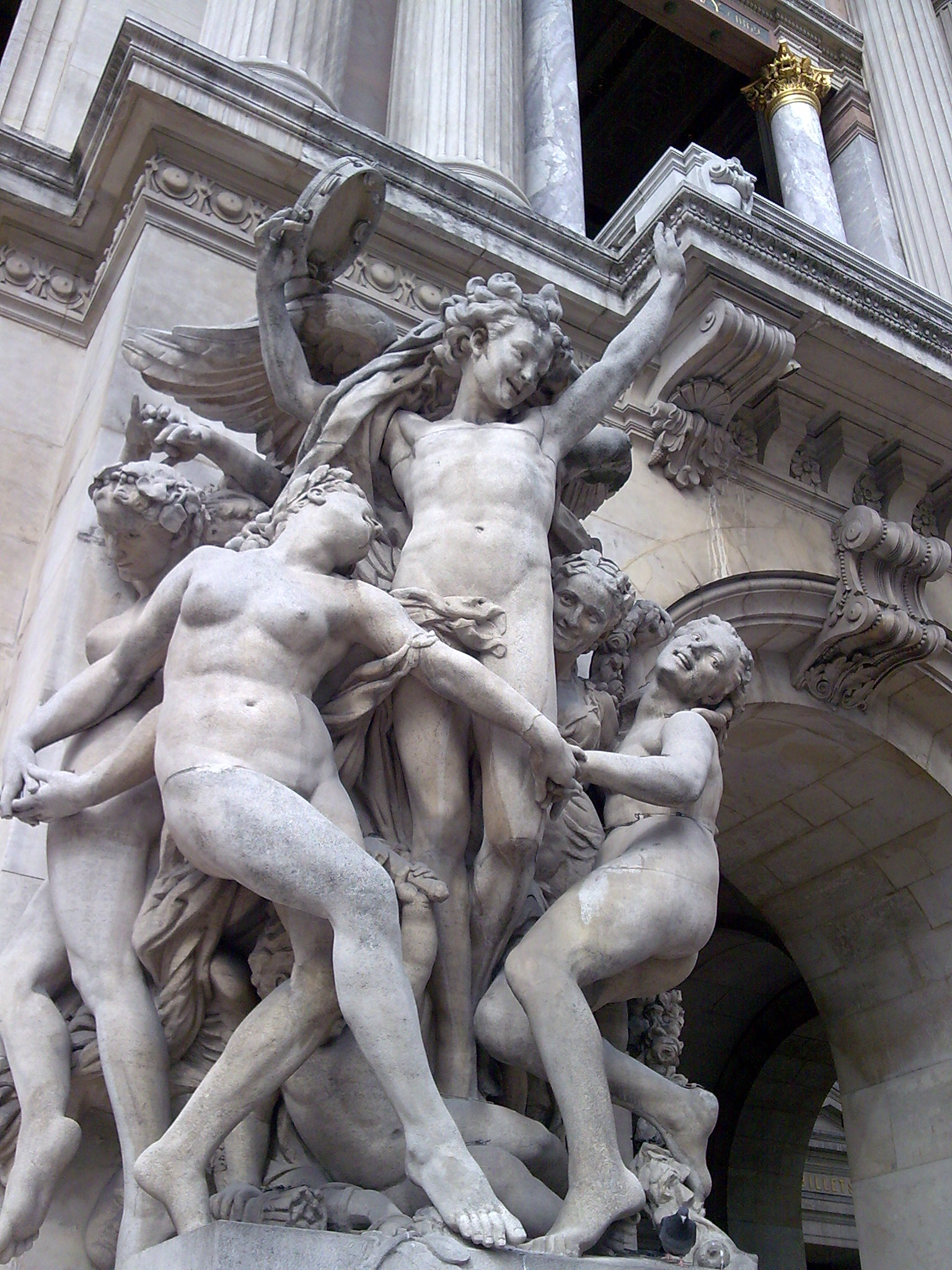
Conjunto escultórico de La Danse en la fachada de la Ópera de París

Aludiendo a un tema de la mitología griega, el artista representó a Aglaya, Eufrosine y Talia, hijas del dios Zeus y la ninfa Eurinome. Se creía que estas tres figuras portaban la buenaventura y llevaban paz a los mortales. Iconografíamente, Carpeaux las representó como tres mujeres jóvenes desnudas tomadas de las manos y danzando alegremente.
El conjunto original de la Danse tenía como objetivo mostrar movimiento y fluidez en las figuras con el uso de escorzos y con el trabajo de paños.